# Georges de Lys
Georges de Lys est le nom de plume de George Fontaine de Bonnerive, né le 8 août 1855 à Oullins dans le Rhône et mort le 12 octobre 1931 à Trébeurden dans les Côtes-du-Nord. C'est un officier français, auteur d'une œuvre littéraire variée.

## Biographie
Fils de Jean Fontaine et de Claudine Fontaine de Bonnerive, George Marie Joseph Henri Fontaine de Bonnerive naît le 8 août 1855 à Oullins dans le Rhône, dernier d'une famille de sept enfants. 

### Carrière militaire
Entré à l’École de Saint-Cyr en 1874, il en sort en 1876 avec le grade de sous-lieutenant. Il est intégré au 56e régiment d'infanterie. Il est ensuite lieutenant au 112e régiment d'infanterie à partir du 13 octobre 1882, puis capitaine, successivement au 89e régiment d'infanterie à partir du 27 décembre 1888 puis au 76e régiment d'infanterie, à Paris, à partir du 12 juillet 1898.
Georges de Lys est fait chevalier de la Légion d'honneur le 29 décembre 1898 et officier le 12 juillet 1917.

### Carrière littéraire
Parallèlement à sa carrière militaire, George Fontaine de Bonnerive débute dans les lettres sous le pseudonyme de Georges de Lys, nom d'une branche éteinte de sa famille et dont il était le seul héritier. Il collabore dans un premier temps au Soleil du Midi, un journal de Marseille. Il s'installe ensuite à Paris, et il publie des romans, contes, nouvelles, articles et poésies dans Le Courrier français, à la Revue bleue, la Revue illustrée, la Revue hebdomadaire, la Nouvelle Revue, au Correspondant, au Monde Moderne, à L'Illustration, au Monde illustré, à la Vie illustrée, au Figaro, au Gaulois, au Gil Blas, au Français, et d'autres revues encore.
Au théâtre de l'Athénée, il fait jouer en 1902 une comédie en un acte : Pierrot troubade.
Il est membre de la Société des Gens de lettres en 1890 et de la Société « la Plume et l’Épée » qu'il contribue à fonder en 1892, .
Vie privée
Il se marie avec Adeline Chesnay.

## Œuvres
- Les Idoles, poèmes (1 vol. 1884) (Mirages, Brumes, Femmes et enfants, René, La Sœur de charité, Le Veilleur)
- Les Tubéreuses, poèmes (1884) (Heures intimes, Sonnets pour Nina, Poèmes).
- Raymond Meyreuil, roman d'observation (1886)
- D'estoc et de taille, poésie d'inspiration guerrière (1887, 1re édition en 1891)
- Une Idylle à Sedom, curieux roman de reconstitution archaïque (1 vol. 1889)
- L'Enclos des Cerisiers, roman  (1 vol. vers 1890)
- La France armée, étude documentaire (1 vol. 1893)
- Le Vieux Soldat, nouvelle, éditée en 1894
- Chou blanc, roman de mœurs (1 vol. 1895)
- Le Pardon, légende en vers (1 vol. 1895)
- Officier et Soldat, ouvrage couronné par l'Académie française (1 vol. 1897)
- Déserteur, roman-feuilleton publié dans Le Figaro du 23 août 1898 au 29 août 1898
- Au Tableau, roman publié en collaboration sous le pseudonyme d’Heldey (1 vol. 1900)
- Le Logis, roman couronné également par l'Académie Française (1 vol. 1901)
- Rabah la Courtisane, autre roman pittoresque (1 vol. 1902)
- Le Fil de la Vierge, roman
- La Trampe, étude originale publiée par l’Armée Illustrée
- Phalènes, recueil de vers
- L’Arentelle, roman de mœurs.
- Les Conquérants de l'Air, roman illustré par Albert Robida, 1910
- L'herbe qu'on foule, roman, 1914
- Coqs de France, Tours, Maison Mame et fils, 1916, publié en roman-feuilleton dans La Croix du 9 mai 1916 au 6 juillet 1916[2], puis dans La France militaire et dans Le Mémorial de la Loire et dela Haute-Loire.
- La Conquête de l'amour, 1925
- Âme jalouse, 1927
- L'Appel de la mer, ill. Henri Ferran, éd. de Montsouris, coll. « Printemps », no 45, 1929.
- L'Exilée d'amour, Collection Stella No 124
- La Blessure cachée, publié en 1934

## Distinction
- Prix Jacob de la Cottière de la Société des Gens de Lettres en 1922[3]

## Filmographie partielle
- 1911 : Âme de traître (ou Fleur des maquis) de Georges Denola, adaptation de sa nouvelle Anna Dea